# Anarthria
Anarthria es el nombre de un género con una 6 especies de plantas fanerógamas perteneciente a la familia Anarthriaceae. Es originaria del sudoeste de Australia.

## Descripción
Son plantas perennes que alcanzan 5–80 cm de altura. las hojas son basales de tamaño medio, grandes. Las flores se hallan en inflorescencias terminales.

## Taxonomía
El género fue descrito por Robert Brown y publicado en Prodromus Florae Novae Hollandiae 248. 1810.

## Especies
- Anarthria gracilis R.Br.
- Anarthria humilis Nees
- Anarthria laevis R.Br.
- Anarthria polyphylla Nees
- Anarthria prolifera R.Br.
- Anarthria scabra R.Br.